# Piano di Sorrento
Piano di Sorrento ist eine Stadt mit 12.288 Einwohnern (Stand 31. Dezember 2023) in der italienischen Metropolitanstadt Neapel, in der Region Kampanien. Sie ist Teil der Bergkommune Comunità Montana Monti Lattari - Penisola Sorrentina.
Die Nachbarorte sind Meta, Sant’Agnello und Vico Equense.

## Bevölkerungsentwicklung
Zwischen 1991 und 2001 stieg die Einwohnerzahl geringfügig von 12.473 auf 12.833 an. Dies entspricht einem prozentualen Zuwachs von 2,9 %.

## Städtepartnerschaften
- Schwarzheide - Deutschland
- Cáceres - Spanien

## Söhne und Töchter der Stadt
- Michele Fusco (* 1963), römisch-katholischer Geistlicher, Bischof von Sulmona-Valva
- Achille Lauro (1887–1982), Unternehmer und Politiker